# Cyclamen pseudoibericum
Cyclamen pseudoibericum är en viveväxtart som beskrevs av Friedrich Hermann Gustav Hildebrand. Cyclamen pseudoibericum ingår i släktet cyklamensläktet, och familjen viveväxter. Inga underarter finns listade i Catalogue of Life.

## I kultur
Cyclamen pseudibericum blommar från januari till mars. Den är måttligt härdig och bör därför planteras helst på en skyddad plats eller i kallt växthus.

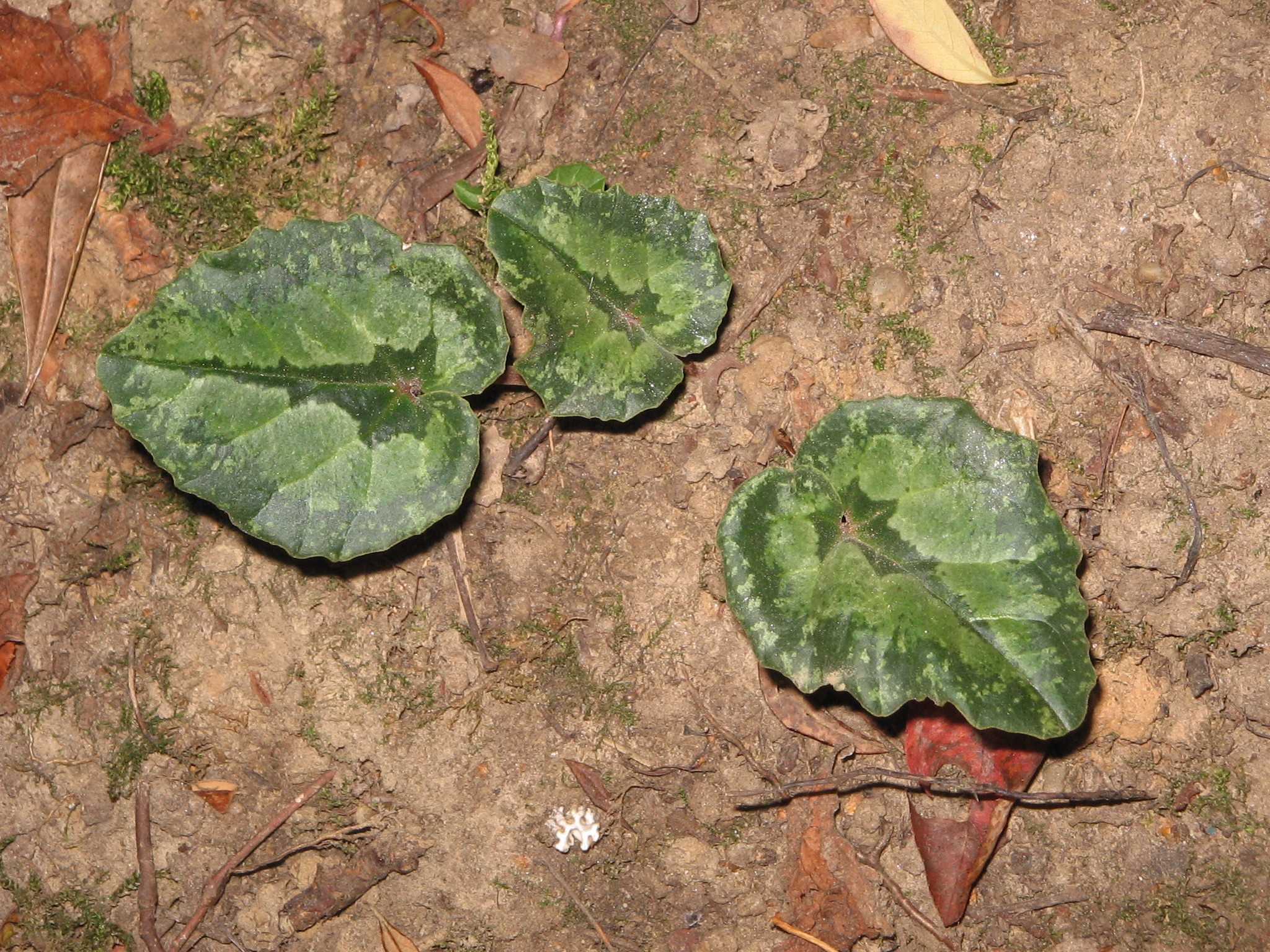
Löv på hösten
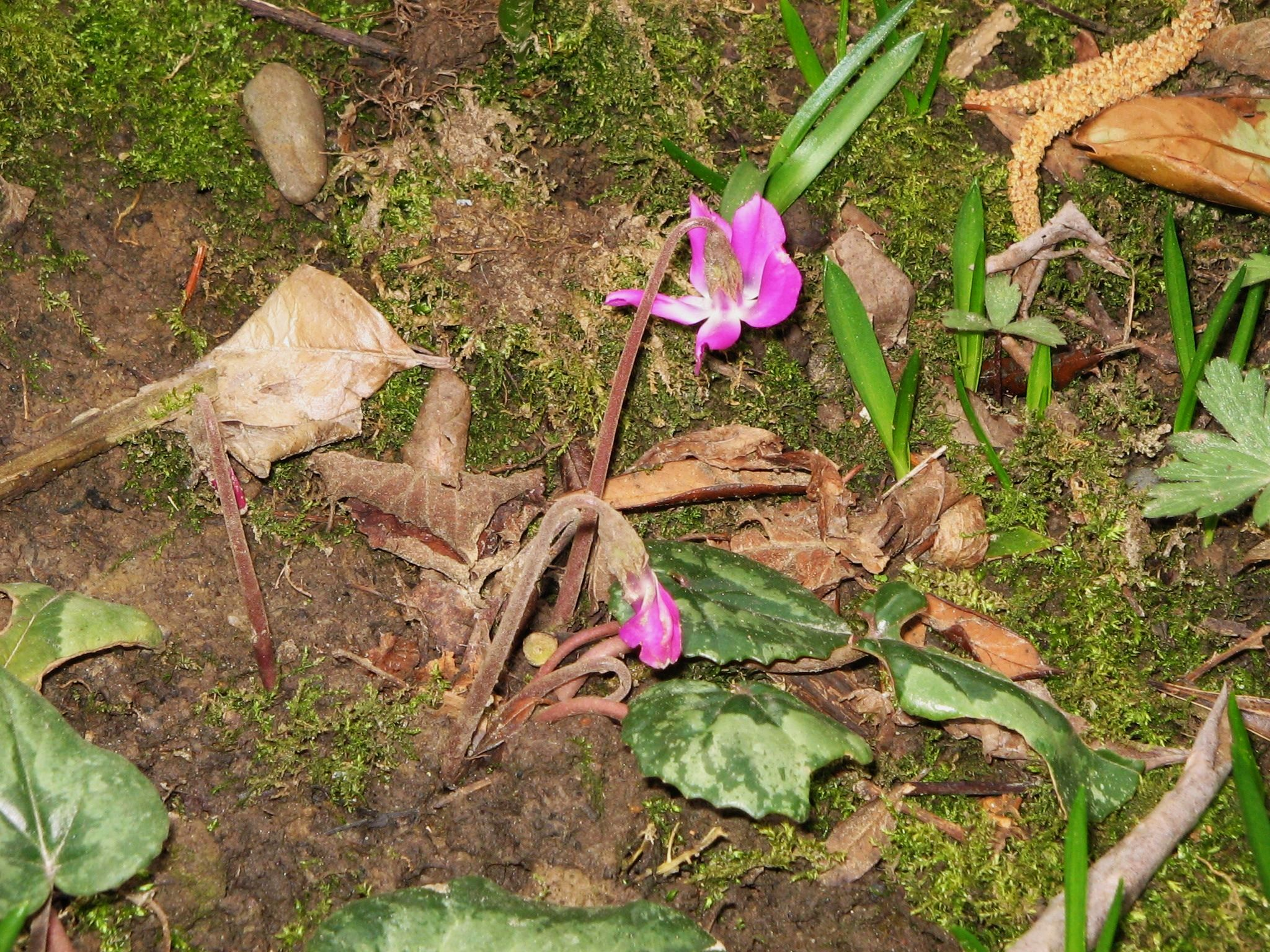
Öppning av blommorna
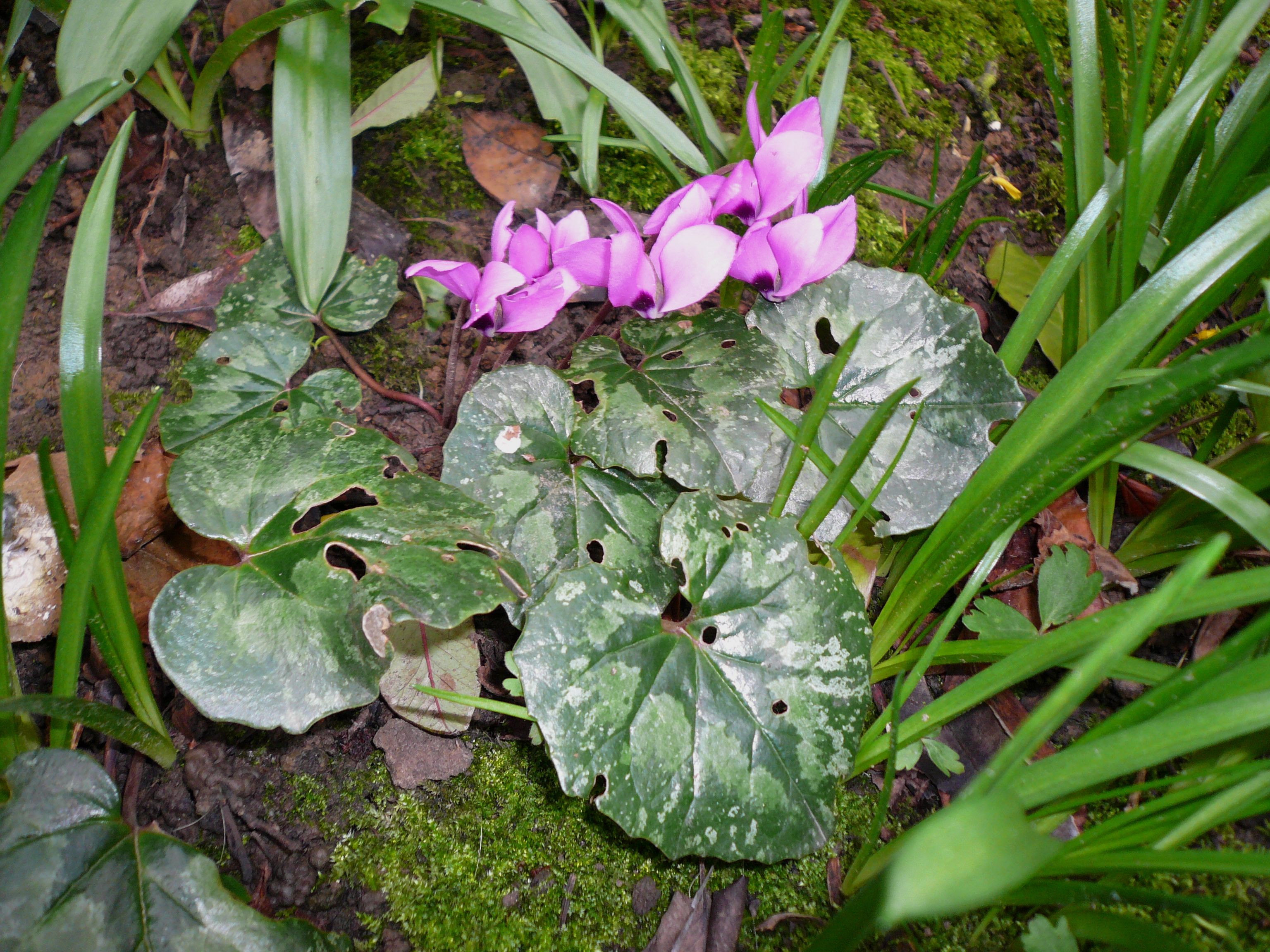
Blommande
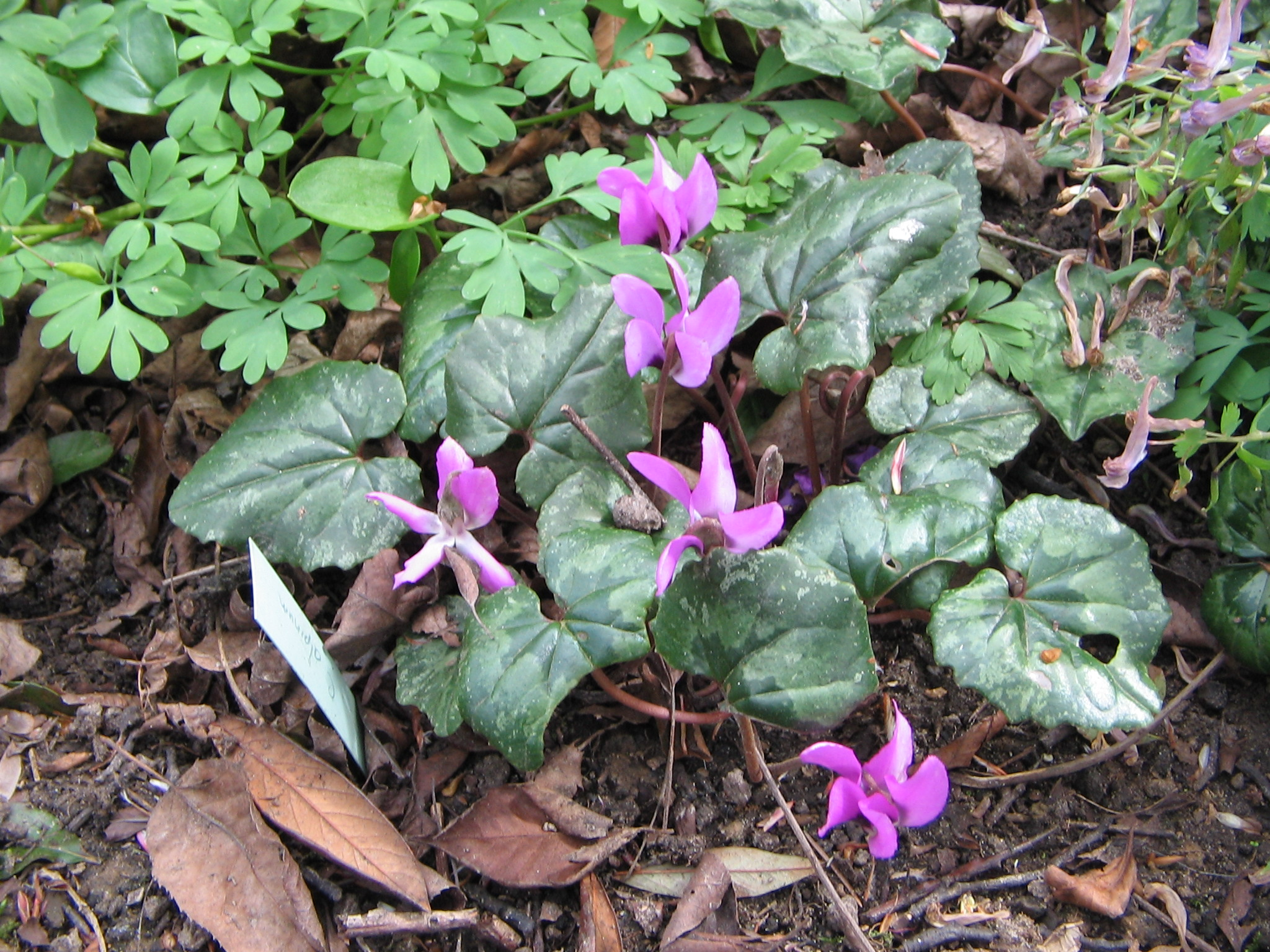
Blommande
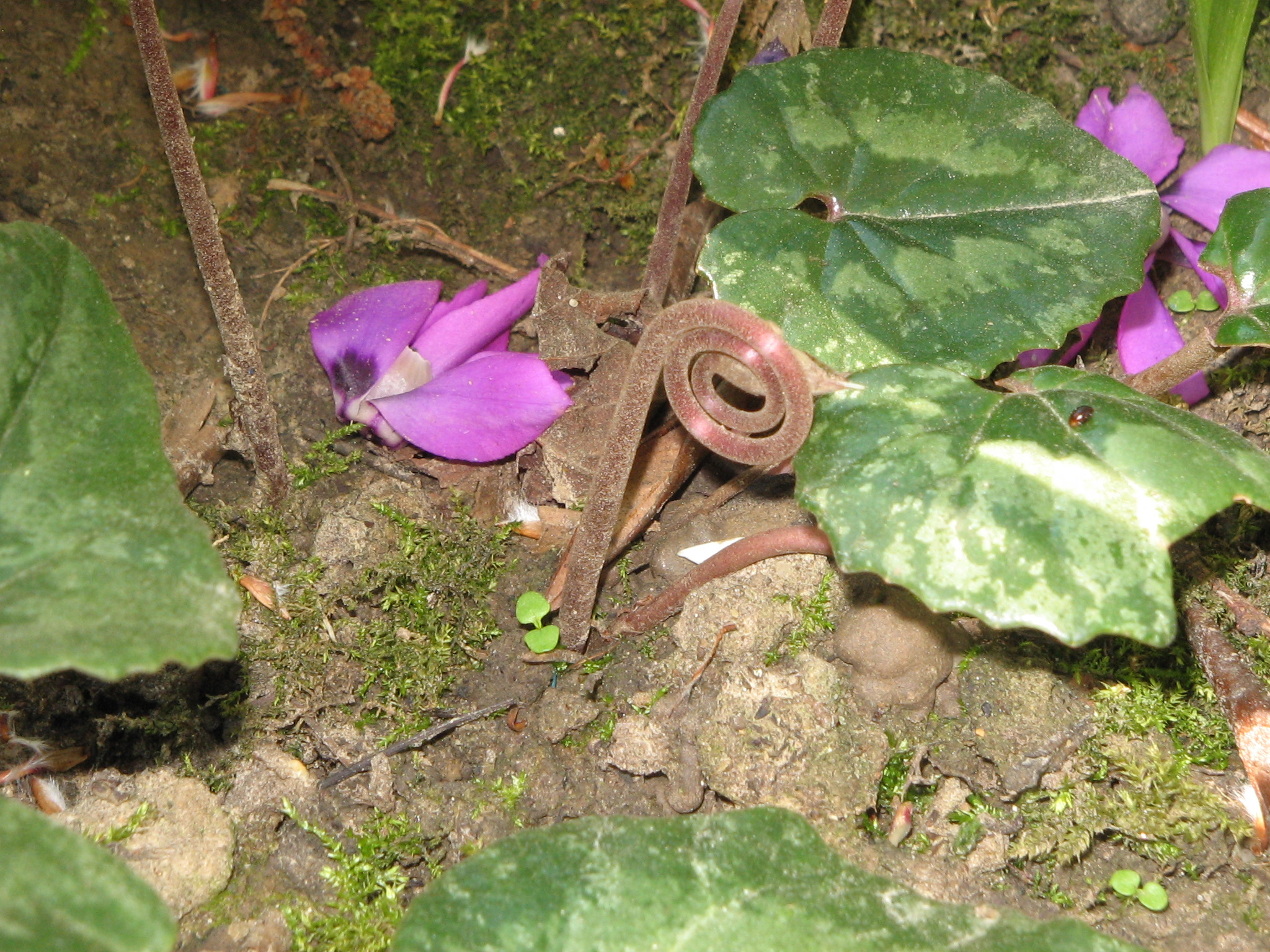
Efter pollinering
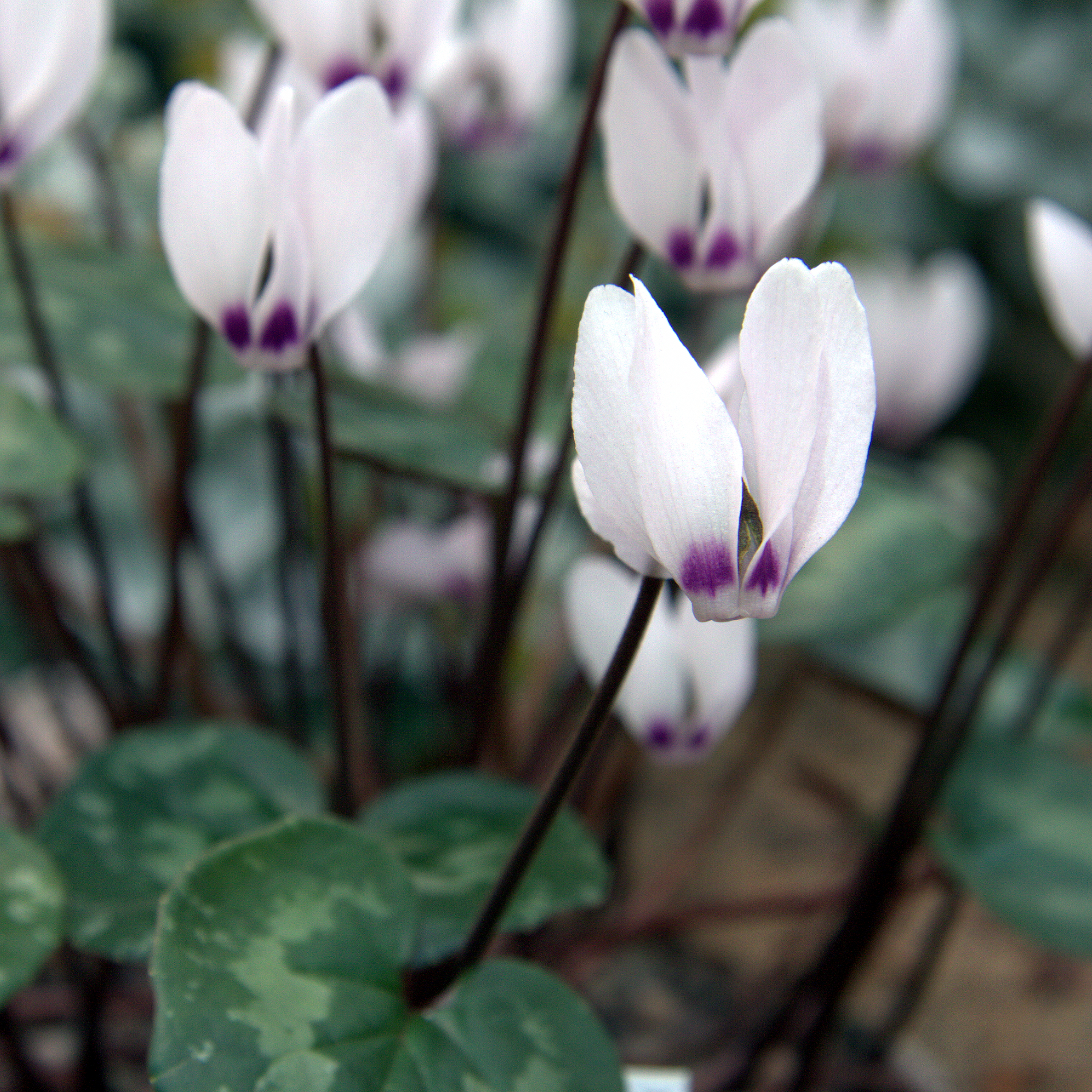
Cyclamen pseudibericum f. roseum i Göteborgs botaniska trädgård